# Park Narodowy Skaftafell

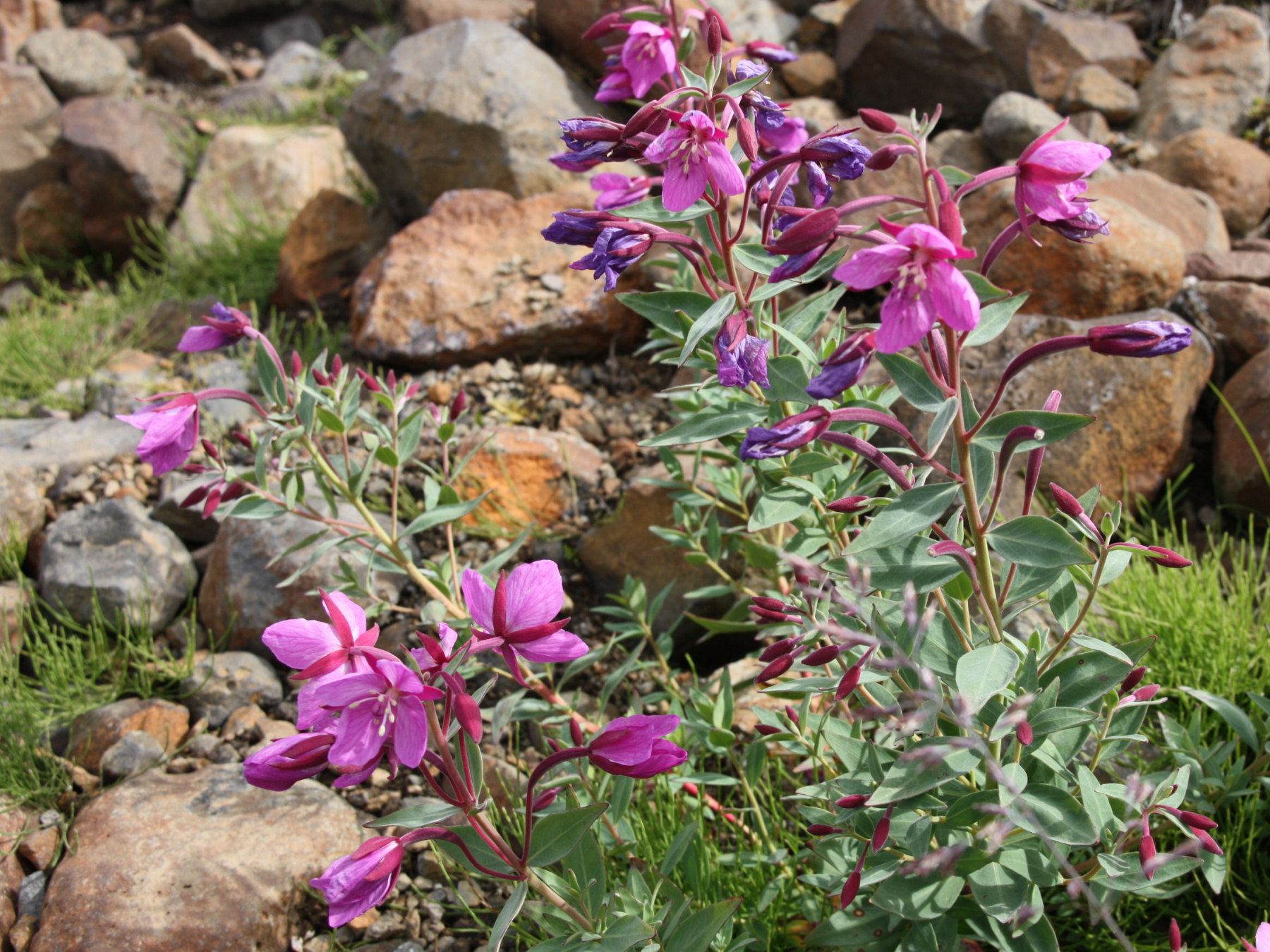
Wierzbówka arktyczna (Chamerion latifolium) w parku narodowym

Skaftafell – park narodowy w Islandii o powierzchni 4 807 km², założony w 1967 roku. Dnia 7 czerwca 2008 roku razem z Parkiem Narodowym Jökulsárgljúfur został włączony w skład nowo utworzonego Parku Narodowego Vatnajökull.

## Położenie
Park położony jest na południowym wybrzeżu wyspy, na terenach o dużej aktywności wulkanicznej. Teren parku jest regularnie nawiedzany przez kataklizmy, do których należą erupcje wulkanów i nagłe fale powodziowe powstające na przedpolach lodowców (jökulhlaup). Blisko 80% powierzchni parku zajmuje lodowiec Vatnajökull. Krajobraz urozmaicają liczne cieki wodne.

## Fauna i flora
Do wysokości 300 m n.p.m. rosną lasy brzozowe. W poszyciu znaleźć można m.in. bodziszka leśnego, arcydzięgiel oraz gnieźnik jajowaty. Powyżej do wysokości 700 m n.p.m. ciągną się wrzosowiska, ponad którymi rozciąga się kamienista pustynia.
Spośród ssaków najczęściej spotyka się lisa polarnego oraz norkę amerykańską, a z ptaków wydrzyka wielkiego.